# Asier Riesgo
Asier Riesgo Unamuno (Deba, 6 oktober 1983) is een Spaans voormalig voetballer die speelde als doelman.

## Clubcarrière
Riesgo speelde in de jeugdopleiding van Amaikak Bat, waarna Real Sociedad hem overnam. In het seizoen 2001/02 maakte hij zijn debuut in het betaald voetbal namens Real Sociedad B. Hij werd van 2002 tot 2004 verhuurd aan SD Eibar, maar werd in maart 2004 al teruggehaald vanwege een blessure van eerste doelman Sander Westerveld. Hierdoor maakte Riesgo in een van de laatste speelrondes van de Primera División zijn debuut in het A-elftal van Real Sociedad.
Riesgo was, mede door het vertrek van Sander Westerveld, enkele seizoenen eerste doelman bij de club. Door de komst van Claudio Bravo in de voorbereiding van het seizoen 2006/07 raakte hij echter zijn basisplaats kwijt. In het seizoen 2007/08 kreeg hij wel de voorkeur boven Bravo. Hij speelde alle 42 competitiewedstrijden. In augustus 2008 verhuurde Real Sociedad hem aan Recreativo de Huelva voor €350.000, waarbij de club uit Huelva ook een optie tot koop bedong.
In december 2009 doorliep Riesgo een stage bij Tottenham Hotspurs, als potentiële vervanger voor de geblesseerde Carlo Cudicini. Cudicini was het hele seizoen niet meer beschikbaar vanwege een motorongeluk. Uiteindelijk keerde hij terug naar Sociedad, waar hij inmiddels derde doelman was geworden achter Claudio Bravo en Eñaut Zubikarai.
Op 18 juni 2010 tekende Riesgo, nadat zijn contract bij Real Sociedad eerder al was verlopen, een contract voor drie seizoenen bij Osasuna. Hij was hier enkel tweede doelman en speelde in vijf jaar slechts 26 wedstrijden.
Riesgo tekende in de zomer van 2015 een contract tot medio 2016 bij SD Eibar. Hiermee keerde hij terug bij de club waar hij van 2002 tot 2004 op huurbasis speelde. Bij de Armeros wist Riesgo wel eerste doelman te worden.
In het seizoen 2019-2020 kwam Riesgo uit voor Girona in de Segunda División. Na dat jaar vertrok hij naar Leganés, waarmee hij degradeerde vanuit het hoogste niveau naar de Segunda. Op 8 juli 2023 nam hij op 39-jarige leeftijd afscheid van het profvoetbal.

## Interlandcarrière

### Spanje
Riesgo speelde in 2001 twee interlands in het Spaans voetbalelftal onder 17. Een jaar later wist hij met Spanje onder 19 het Europees kampioenschap te winnen. In 2003 haalde hij met Spanje onder 20 de finale van het wereldkampioenschap onder 20. Deze wedstrijd ging uiteindelijk met 1–0 verloren van Brazilië. Van 2004 tot 2005 speelde Riesgo negenmaal in het Spaans voetbalelftal onder 21.

### Baskenland
In 2006 maakte Riesgo zijn debuut in het Baskisch voetbalelftal, een door de FIFA niet erkend elftal. Op 21 mei 2006 kwam hij in de wedstrijd tegen Wales in de tweede helft het veld in als vervanger van Iñaki Lafuente. Wales won de wedstrijd uiteindelijk met 0–1 door een doelpunt van Ryan Giggs in de 76ste minuut.
| 1.                        | 21 mei 2006      | Baskenland – Wales     | 0 – 1         | Vriendschappelijk |
| 2.                        | 8 oktober 2006   | Catalonië – Baskenland | 2 – 2         | Vriendschappelijk |
| 3.                        | 29 december 2007 | Baskenland – Catalonië | 1 – 1         | Vriendschappelijk |
| Als speler bij CA Osasuna |                  |                        |               |                   |
| 4.                        | 29 december 2010 | Baskenland – Venezuela | 3 – 1         | Vriendschappelijk |
| 5.                        | 25 mei 2011      | Estland – Baskenland   | 1 – 2         | Vriendschappelijk |
| 6.                        | 28 december 2011 | Baskenland – Tunesië   | 0 – 2         | Vriendschappelijk |
| Als speler bij SD Eibar   |                  |                        |               |                   |
| 7.                        | 26 december 2015 | Catalonië – Baskenland | 0 – 1         | Vriendschappelijk |
| 8.                        | 27 mei 2016      | Corsica – Baskenland   | 1 – 1 (8–9 p) | Vriendschappelijk |

## Erelijst
| Competitie                |               |               |               |               |
| Competitie                | Aantal        | Jaren         |               |               |
| Real Sociedad             | Real Sociedad | Real Sociedad | Real Sociedad | Real Sociedad |
| ------------------------- | ------------- | ------------- | ------------- | ------------- |
| Kampioen Segunda División | 1x            | 2009/10       |               |               |
| Spanje –19                |               |               |               |               |
| Europees kampioen –19     | 1x            | 2002          |               |               |